# Pivovar Kunratice

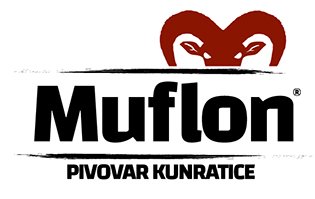

Pivovar Kunratice je minipivovar v Praze-Kunraticích, který vaří piva značky Muflon. Nachází se u Vídeňské ulice v místní části obce zvaná Betáň. Byl založen v roce 2014, pivo se zde začalo vařit v roce 2016. Jeho název i logo odkazuje na mufloní stádo, které žije v nedalekém Kunratickém lese poblíž institutu IKEM. V pivovaru není restaurace, někdy jsou zde pořádány kulturní akce. Hlavní část produkce je dodávána pražským restauracím, pivotékám a supermarketům.
Piva Muflon vznikají odpovědným výběrem nejkvalitnějších surovin zpracovaných podle tradičních i originálních postupů s podporou špičkového technického vybavení. Piva jsou vyráběna v dokonale kontrolovaném výrobním procesu, při dodržování všech zásad hygieny a sanitace, jsou nefiltrovaná a nepasterovaná. Tím piva Muflon získávají vlastnosti piva čerstvého a stálou přítomností kvasinek také piva živého.

## Produkce piv

### Spodně kvašená piva
- Muflon 11° světlý ležák
- Muflon 12° polotmavý ležák vídeňského typu
- Muflon 12° světlý ležák – za studena chmelený

### Svrchně kvašená piva
- Muflon 13° Red Ale
- Muflon 14° New England IPA
- Muflon 14,5° Amore Mio – Single Hop IPA
- Muflon Tramvaj 22 – Russian Imperial Stout

## Ocenění

### 2020

#### Zlatá pivní pečeť 2020
1. Místo – kategorie Brown Ale – Muflon 13° Red Ale
2. Místo – kategorie Stout & Porter – Muflon Tramvaj 22°
2. Místo – kategorie American India Pale Ale – Muflon 14° New England IPA
3. Místo – kategorie Evropský ležák – Muflon 12° Polotmavý ležák vídeňského typu

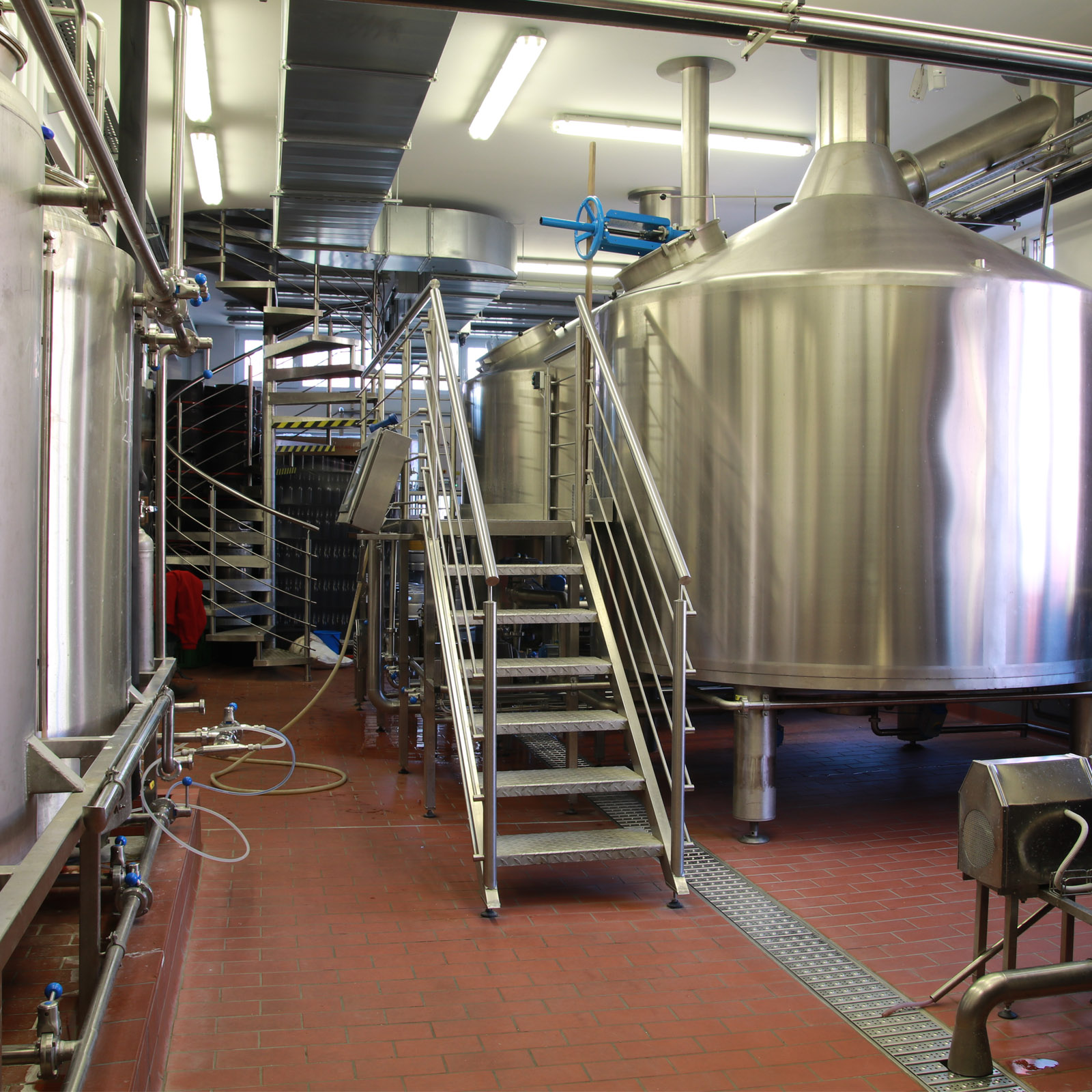
Varna

### 2019

#### Pivo České republiky
1. Místo – kategorie světlý ležák premium z minipivovaru – Muflon světlý ležák 12°
1. Místo – kategorie Stout & Porter – Muflon Tramvaj 22°
2. Místo – kategorie India Pale Ale – Muflon 14° New England IPA

#### Jarní cena českých Sládků
1. Místo – India Pale Ale – Muflon 14° New England IPA

#### Zlatá pivní pečeť 2019
1. Místo – kategorie Brown ale – Muflon 13° Red Ale
2. Místo – kategorie Stout & Porter – Muflon Tramvaj 22°

### 2018

#### Jarní cena českých sládků
1. Místo – Muflon 12° – Polotmavý ležák
2. Místo – Speciální silné pivo – Muflon Tramvaj 22 – Ris

### 2017

#### Zlatá pivní pečeť 2019
1. Místo – kategorie Ležák z minipivovaru – Muflon 11°

#### Jarní cena českých sládků 2017
1. Místo – kategorie Stout – Muflon Special Stout

#### East European Beer Award 2017
2. Místo v kategorii Pale Lager – Muflon 12° Světlý Ležák za studena chmelený
3. Místo v kategorii IPA/Double IPA – Muflon 14° Amore Mio, Single Hop IPA